# Peredérguina
Peredérguina (en rus: Передергина) és un poble de l'óblast de Kurgan, a Rússia, que en el cens del 2010 tenia 136 habitants. Pertany al districte de Ketovo.